# Quang Hanh
Quang Hanh là một phường thuộc tỉnh Quảng Ninh, Việt Nam.
Trong tương lai, Quang Hanh là chỗ khu du lịch nổi tiếng và chỗ phát triển du lịch của thành phố Cẩm Phả dành cho hành khách khi đến với Cẩm Phả
Phường Quang Hanh có diện tích 56,15 km², dân số năm 2001 là 12197 người, mật độ dân số đạt 217 người/km².
Du lịch: khu suối nước khoáng